# Градинска ружа
Градинската ружа (Alcea rosea), е декоративно растение от семейство слезови (Malvaceae). То е внесено в Европа от югозападен Китай вероятно през ХV в. или по-рано. Уилям Търнър, билкар от онова време, му дава името „Holyoke“, от което произлиза английското име common hollyhock.

## Описание
Градинската ружа се описва по различен начин – като едногодишно, двугодишно или като краткотрайно многогодишно растение. То често се самосее, което може да създаде представата, че растенията са многогодишни. Растението може да цъфти през първата си година, когато се засее рано. Расте в широк диапазон от почви и лесно може да достигне височина от около 2,4 м.
Цветовете са в гамата от цветове от бяло до тъмно червено, включително розово, жълто и оранжево.

## Отглеждане
Различните цветове предпочитат различни почви. Тъмният червен сорт предпочита благоприятните пясъчни почви, докато по-светлият цвят се благоприятства от глинестите почви.
Растенията лесно се отглеждат от семена и лесно се самозасяват.

## Вредители
Нежните растения, независимо дали са млади от семена или от стар запас, могат да бъдат изядени от охлюви и плужеци. Листата са обект на атака от ръжда (Puccinia malvacearum), която може да се третира с фунгициди. Търговските производители съобщават, че някои тясно свързани видове (Althaea rugosa и Althaea ficifolia) са устойчиви на тази гъба.

## Приложения
Градинската ружа е популярно градинско цвете.
В билковата медицина се смята, че градинската ружа е успокояващо и слабително. Използва се за овладяване на възпаления, за спиране на нощното напикаване и като вода за уста в случай на кървящи венци.

## Галерия
- Черна ружа (Alcea rosa nigra)
- Ружа „Черна нощ“ (Blacknight)
- Двойно розова ружа (Alcea rosea Chater's Double Pink)
- (Alcea rosea)
- Бяла ружа